# Liceo classico Jacopo Stellini
Il liceo classico statale "Jacopo Stellini" di Udine è il più antico liceo classico della città.

## Storia

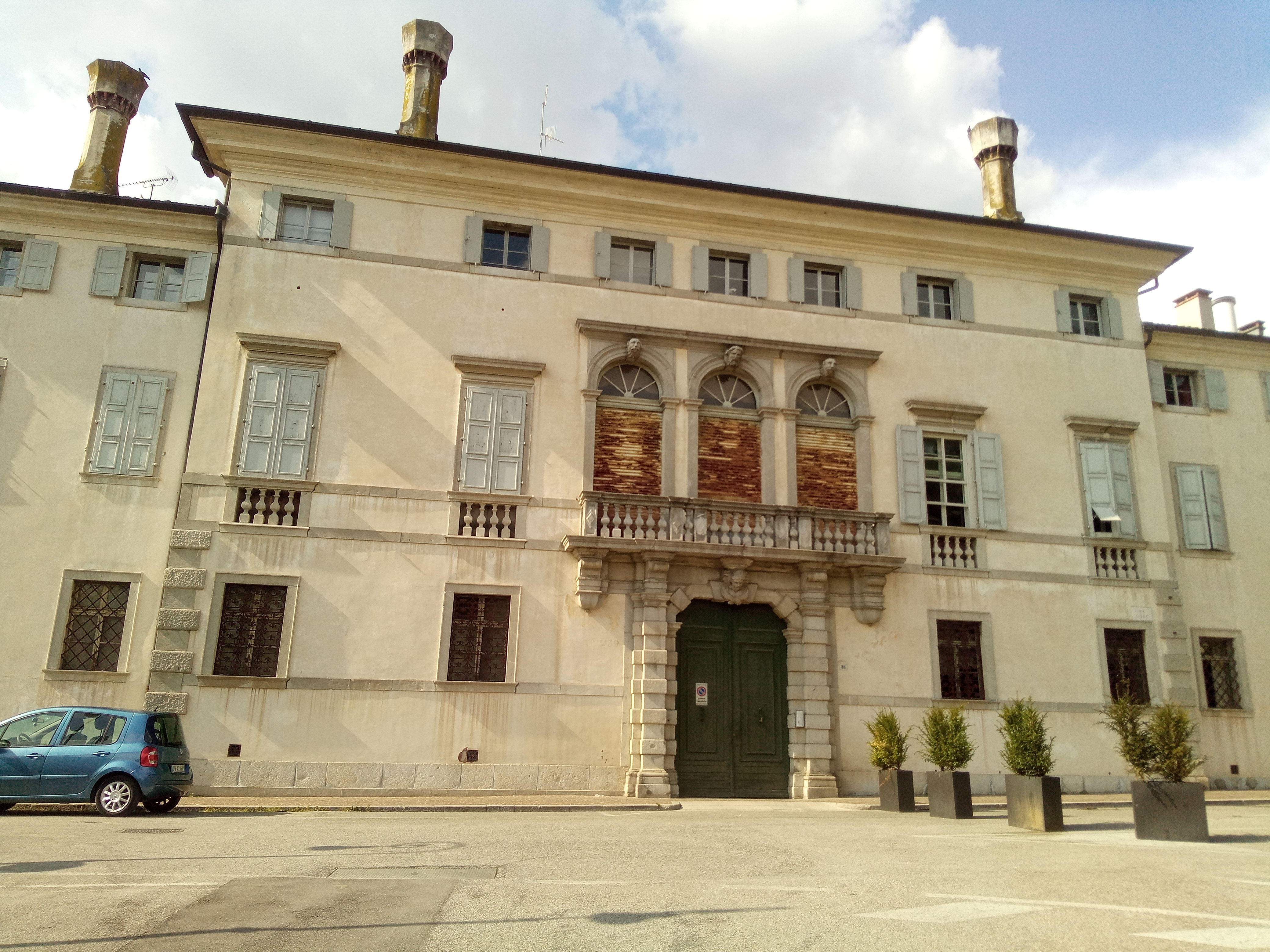
Palazzo Agricola, prima sede della scuola

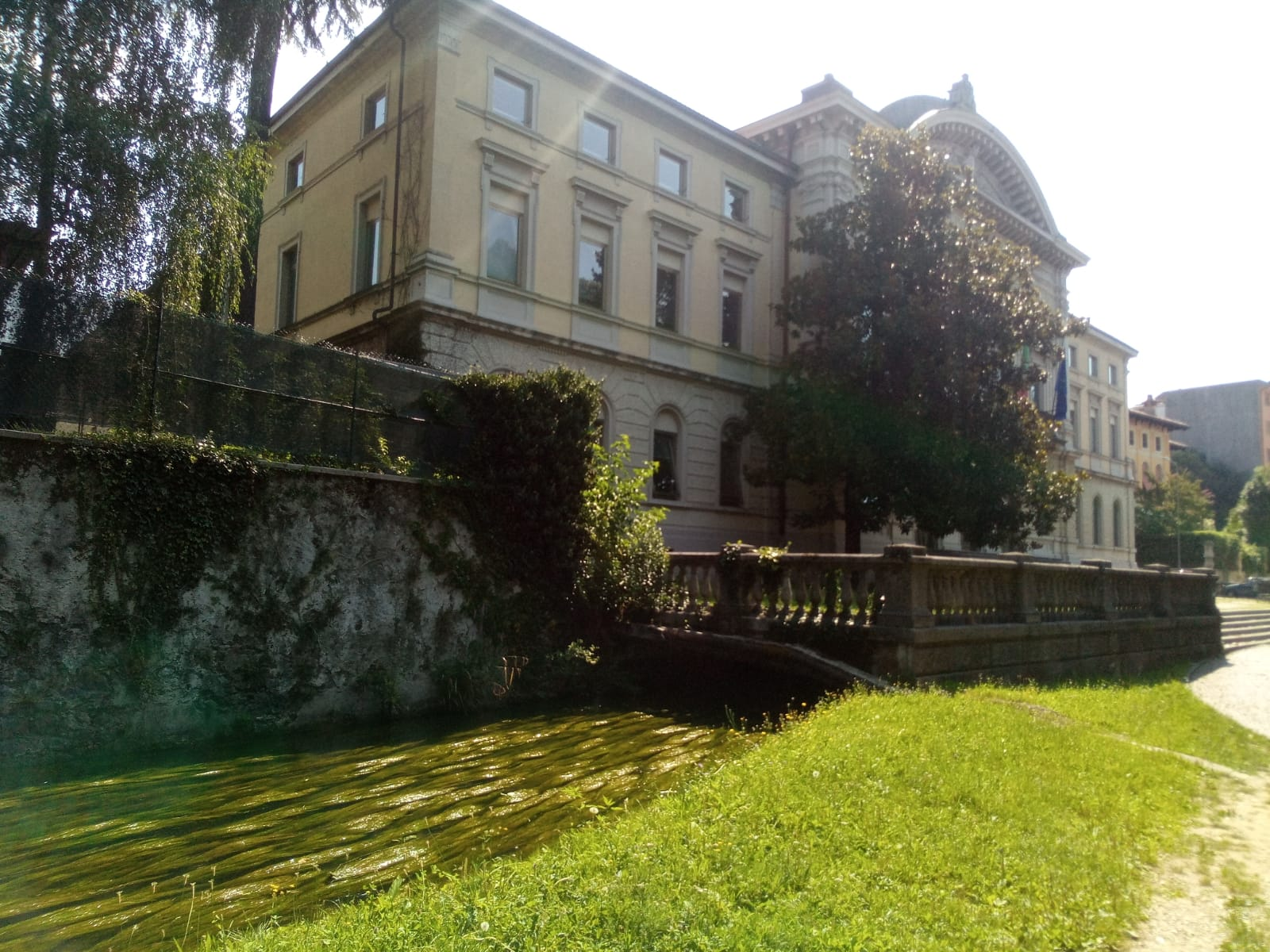

Il liceo fu istituito nel 1807 per volontà dell'amministrazione francese, ma l'istruzione umanistica era presente a Udine fin dal 1297, quando fu aperta una scuola pubblica di indirizzo letterario, e nel 1679 fu affidata ai Padri Barnabiti. Nei decenni successivi alla fondazione le lezioni proseguirono regolarmente, se si esclude l'anno scolastico 1849-1850, quando il liceo fu chiuso a causa di un provvedimento di Radetzky, preso per motivi di ordine pubblico dopo i moti del 1848, e il liceo superò anche il delicato passaggio al Regno d'Italia del 1866.
L'intitolazione a Jacopo Stellini (1699 - 1770), studioso aristotelico e docente di filosofia morale all'Università di Padova, nato nelle Valli del Natisone (forse a Tribil o a Cividale), avvenne con regio decreto del 24 novembre 1875.
La prima sede del Liceo fu in Palazzo Agricola, accanto alla Chiesa della Madonna delle Grazie, ma già qualche anno dopo la sua istituzione la scuola fu trasferita nel complesso di edifici situato tra le attuali Piazza Garibaldi e via Crispi (il cosiddetto Palazzo degli Studi, ora sede della Scuola Media Manzoni), dove sarebbe rimasto fino al 1919. Poiché il numero degli iscritti cresceva di anno in anno, si rese necessaria la costruzione di una nuova sede, affacciantesi sull'anello ellittico del Zardin grand (la grande piazza alberata ai piedi del colle del castello di Udine), la quale fu completata nel secondo decennio del Novecento, ma di cui inizialmente gli studenti non poterono usufruire a causa dello scoppio della Grande Guerra: infatti nel 1915 il generale Luigi Cadorna destinò l'edificio, appena ultimato, ad ospitare dal mese di giugno il Comando supremo militare italiano del Regio Esercito fino all'ottobre 1917.
Nel dopoguerra (1919) gli spazi furono definitivamente assegnati al liceo, salvo durante l'occupazione nazista seguita all'8 settembre 1943 quando l'edificio fu requisito dagli occupanti.
L'edificio venne danneggiato dal terremoto del 1976, ma fu ristrutturato e ammodernato negli anni seguenti, venendo dotato, agli inizi del nuovo secolo, anche di una nuova palestra.
Nel 2010 l'Associazione "Gli Stelliniani", fondata nel 1995 anche con lo scopo di preservare la memoria storica della scuola, ha dato alle stampe il volume "Il Liceo Classico Jacopo Stellini - Duecento anni nel cuore del Friuli", in cui è stata ripercorsa tutta la storia di questa importante istituzione.

## La biblioteca
La biblioteca del liceo "Stellini" conserva, tra gli altri volumi, due manoscritti del XV secolo, dodici incunaboli, novantadue cinquecentine, centotrentatré secentine e novecentosettantotto settecentine.